# Omphalucha exocholoxa
Omphalucha exocholoxa är en fjärilsart som beskrevs av Louis Beethoven Prout 1938. Omphalucha exocholoxa ingår i släktet Omphalucha och familjen mätare. Inga underarter finns listade i Catalogue of Life.